# Кастенедоло
Кастенедоло је насеље у Италији у округу Бреша, региону Ломбардија.
Према процени из 2011. у насељу је живело 8264 становника. Насеље се налази на надморској висини од 127 м.

## Становништво
| 1951. | 1961. | 1971. | 1981. | 1991. | 2001. | 2011.  |
| ----- | ----- | ----- | ----- | ----- | ----- | ------ |
| 6.950 | 7.023 | 7.564 | 8.232 | 8.259 | 9.257 | 11.160 |